# Saori Miyazaki
Saori Miyazaki (宮崎早織 Miyazaki Saori?), född 27 augusti 1995, är en japansk basketspelare.
Miyazaki var en del av Japans landslag som tog silver vid olympiska sommarspelen 2020 i Tokyo. Hon har även vunnit asiatiska mästerskapet en gång: 2021.